# Kandia Kouyaté
Kandia Kouyaté (Kita, 1959) ―también conocida como Kandja Kouyaté― es una yelimusa ―una griot (poeta y narradora de historias) femenina― e intérprete de kora de Malí. Se ha ganado el prestigioso título de ngara (griot supremo). A veces es llamada La Dangereuse (‘la peligrosa’) y La Grande Vedette Malienne (‘la gran personalidad de Malí’). La manera densa, emocional e hipnótica del canto de Kouyaté y su talento lírico han obtenido un enorme éxito en Malí, aunque la cantante es relativamente poco conocida fuera de África, debido a la disponibilidad muy limitada de sus grabaciones.

## Biografía
Kandia Kouyaté nació en la ciudad de Kita, a 263 km al oeste de Bamako (capital de Malí) en la región de Kayes (Malí). Nació con un brazo más corto que el otro, por lo que un adivinador profetizó que sería una ngara (la suprema entre todas las yelimusa). Desde niña estudió con su tío Toumani Kouyate (en Kita) y también de Djeli Moussa Diabate (en Kayes).
La carrera de Kouyaté se inició en los años ochenta, cuando se comenzó a usar voces corales femeninas para acompañarse. Esta práctica fue copiada posteriormente por estrellas como Mory Kante y Salif Keita, y ahora forma parte integral de la música de Malí. Su álbum de debut en solitario fue Kita Kan.
En 1983 grabó dos discos de vinilo, Amary Daou présente Kandia Kouyaté y Kandja Kouyaté et L'Ensemble Instrumental National du Mali.
Su ciudad natal, Kita, es conocida por canciones de amor, que forman una gran parte del repertorio de Kandia Kouyaté. También canta canciones de alabanza.

## Carrera
En 1999, Kandia Kouyaté realizó una gira por Europa junto a los cantantes guineanos Sekouba Bambino y Oumou Diabate con una orquesta de 12 instrumentos de África occidental, que incluía kora, yembé, ngoni, baláfono, bajo eléctrico, teclados, percusión y coros. La gira ―denominada The Griot Groove Tour― incluyó conciertos en Alemania, Austria, Noruega, Suecia y el Reino Unido.
Kandia Kouyate ―a pesar de haberse coronado como ngara cuando tenía unos 30 años― ha afirmado que para que una yelimusa pueda llegar a ser ngara como ella debe tener más de 60 y haber superado la menopausia ―debe estar mucho más allá de la edad en que pueda utilizar su sexualidad como un medio para atraer mecenas que la patrocinen―. Debe estar despojada de todo encanto físico, porque toda su energía se debería canalizar a través de su voz y su conocimiento de la Historia de la región. Su elegibilidad para convertirse en ngara también se debe juzgar de acuerdo con la reputación sexual de su propia madre, que debe haber demostrado todos los mismos requisitos morales impecables. Esto está de acuerdo con la ideología mandinga, que supone que solo una buena madre puede dar a luz a un niño bueno.
A finales de 2004, Kandia Kouyaté sufrió un ataque cerebrovascular (ACV). Perdió el habla casi completamente. Tardó siete años en recuperarse. En 2011, el cantante Sylla la convenció a que volviera a grabar. Sylla falleció en 2013, pero su hija Binetou Sylla pudo escuchar el resultado.
En 2015 publicó el álbum Renascence (‘renacimiento’).
Los griots son un elemento esencial en todos los grandes ritos de paso en el África occidental: nacimientos, ceremonias de circuncisión, bodas, honores y funerales. Por lo general se les paga bien por sus servicios. Según el etnomusicólogo francés Tolia Nikiprovetzki (1916-1997), la creencia común es que los «honorarios exorbitantes de los griots son la razón de que el matrimonio se haya convertido, sin duda, en la ceremonia económicamente más ruinosa de todas las ceremonias tradicionales».

## Discografía
- 1980: Mayomba (en casete; lanzamiento local).
- 1983: Amary Daou présente Kandia Kouyaté (Amary Daou, AD 001).[2]
- 1983: Balassama/Sarama (LP producido por Amary Daou).
- 1983: Kandja Kouyaté et L’Ensemble Instrumental National du Malí (LP); Disco Stock, DS 8003.[2]
- 1984: OUA 84 (en casete; lanzamiento local).
- 1987: Projet Dabia (en casete; lanzamiento local).
- 1994: Sa Kunu Sa (en casete; lanzamiento local).
- 1999: Kita Kan (CD; Stern STCD 1088).
- 2002: Biriko (CD; Stern STCD 1095).
- 2009: Ngara (compilación 1999/1984/1981).
- 2011: Symphonie Mandingue au Daniel Sorano a Dakar (CD, Elite Production, BP 2143).
- 2015: Renaissance.[3]